# Среднее (озеро, Сегежский район)
Среднее — озеро на территории Валдайского сельского поселения Сегежского района Республики Карелии.

## Общие сведения
Площадь озера — 1,5 км². Располагается на высоте 129,2 метров над уровнем моря.
Форма озера продолговатая, каплевидная: вытянуто с севера на юг. Берега изрезанные, каменисто-песчаные.
Из северной оконечности озера вытекает Кеськоручей, впадающий с левого берега в реку Кяргозерку, которая, протекая Нелозеро и Коросозеро, впадает в Пулозеро. Через Пулозеро протекает река Сума, впадающая в Онежскую губу Белого моря (Поморский берег).
С запада от озера проходит лесовозная дорога.
Код объекта в государственном водном реестре — 02020001411102000008936.